# Лілі Блатервік
Лілі Блатервік (англ. Lily Blatherwick; нар. 1854, Ричмонд-на-Темзі — пом. 26 листопада 1934, Лондон) — англійська художниця.

## Біографія
Лілі Блатервік народилася 1854 року у Ричмонді-на-Темзі. Виставляла свої роботи з 1877 року в Королівській академії мистецтв. Її батько — Чарльз Блатервік, лікар і захоплений аквареліст-любитель, який брав участь у створенні Королівського шотландського товариства художників-акварелістів.
У 1896 році Блатервік вийшла заміж за художника — Арчібальда Стендіша Гартріка, син другої дружини її батька від першого шлюбу. Протягом десяти років пара жила в Трешемі. Там вони заново обробили невелику сільську церкву, в той час як обидва продовжували займатися творчістю. Їх роботи виставлялися в Континентальній галереї в 1901 році, а її картина «Зимова погода» включена в книгу «Жінки-художниці світу» в 1905 році. Блатервік померла в Лондоні, але була похована на церковному кладовищі в Трешемі в 1934 році.

## Виставки

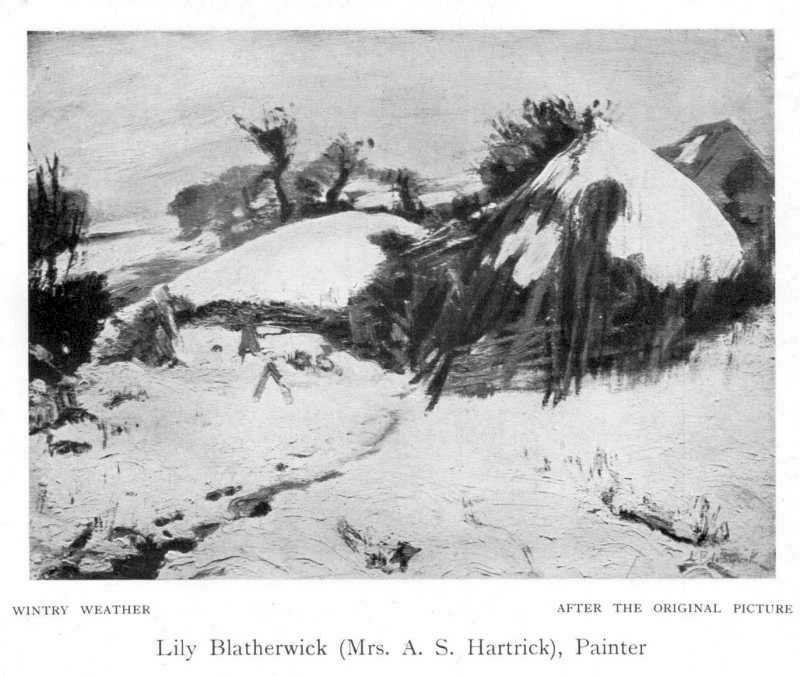
Зимова погода

Блатервік брала участь у кількох виставках, включаючи дві квіткові картини на виставці — Королівського інституту витончених мистецтв Глазго в травні 1900 року, «Будинок з зеленими віконницями» на виставці — Королівського інституту витончених мистецтв Глазго в 1903 році, і картину «Нарциси в блакитній вазі» в Берлінгтон-хаусі в — Королівській академії мистецтв в 1904 році.